# Mike Themsen
Mike Kofod Themsen (Hundested, 10 marzo 2006) è un calciatore danese, attaccante del Randers.

## Carriera

### Club
Approdato al Randers nel 2023 dopo un percorso giovanile che lo ha visto indossare le maglie, fra le altre, di Nordsjælland ed Helsingør, ha debuttato in prima squadra il 7 aprile 2024 nell'incontro di Superligaen vinto 3-1 contro l'Hvidovre; il 12 maggio seguente ha segnato il suo primo gol nella partita pareggiata 2-2 sempre contro l'Hvidovre.

### Nazionale
Ha giocato con le nazionali giovanili danesi Under-18 ed Under-19.

## Statistiche

### Presenze e reti nei club
Statistiche aggiornate al 10 agosto 2025.
| Stagione        | Squadra         | Campionato      | Campionato | Campionato | Coppe nazionali | Coppe nazionali | Coppe nazionali | Coppe continentali | Coppe continentali | Coppe continentali | Altre coppe | Altre coppe | Altre coppe | Totale | Totale | Totale |
| Stagione        | Squadra         | Comp            | Pres       | Reti       | Comp            | Pres            | Reti            | Comp               | Pres               | Reti               | Comp        | Pres        | Reti        | Pres   | Reti   |        |
| --------------- | --------------- | --------------- | ---------- | ---------- | --------------- | --------------- | --------------- | ------------------ | ------------------ | ------------------ | ----------- | ----------- | ----------- | ------ | ------ | ------ |
| 2023-2024       | Randers         | SL              | 5          | 1          | CD              | 0               | 0               | -                  | -                  | -                  | -           | -           | -           | 5      | 1      |        |
| 2024-2025       | Randers         | SL              | 19         | 1          | CD              | 1               | 0               | -                  | -                  | -                  | -           | -           | -           | 20     | 1      |        |
| 2025-2026       | Randers         | SL              | 4          | 0          | CD              | 0               | 0               | -                  | -                  | -                  | -           | -           | -           | 4      | 0      |        |
| Totale carriera | Totale carriera | Totale carriera | 28         | 2          |                 | 1               | 0               |                    | -                  | -                  |             | -           | -           | 29     | 2      |        |